# 珠琳
珠琳（じゅりん、永享11年（1439年） - 永正8年（1511年）1月26日）は、室町時代の浄土宗の僧侶。棟蓮社周誉（とうれんしゃ しゅうよ）とも称される。知恩院第22世で、応仁の乱の際に新知恩院を創建した。

## 人物・経歴

### 出自と修行
『近江興地誌』によれば伏見宮家の末子とされる。下総国飯沼弘経寺の了暁に師事し、白旗派の教学を継承し、1458年（長禄2年）には知恩院21世慶竺から譜脈を相伝された。

### 知恩院住職時代
1459年（長禄3年）、慶竺の後任として知恩院第22世に就任。応仁の乱勃発により、1467年（応仁元年）から法然の影像などの寺宝を携えて近江国伊香立に避難し、1468年（応仁2年）に新知恩院を創建した。1488年（長享2年）、京都に戻り知恩院を再興。二条持基の子で天台座主の青蓮院宮尊応准后から寺領の安堵を受ける。1503年（文亀3年）に知恩院住職を辞任。

## 事績

### 新知恩院の創建
- 応仁の乱の戦火から法然の影像を守り、近江国に避難寺院として新知恩院を建立。後に織田信長や徳川家光の保護を受ける礎を築いた[2]。

### 知恩院の復興
- 焼失した知恩院の堂舎を再建した[3]。
- 後土御門天皇や後柏原天皇の帰依を得て、皇室との関係を強化し、知恩院が勅願所となる端緒を作った[3]。

## 関連文化財
- 五重血脈 - 1458年（長禄2年）に慶竺から珠琳に授けられた相承文書（新知恩院所蔵）[2]。
- 法然御影 - 新知恩院の本尊として現存する法然影像[2]。